# Jan Kula (działacz komunistyczny)
Jan Kula, ps. Śmigły i Ryś (ur. 5 stycznia 1909 w Brzezinach, zm. ?) – polski działacz komunistyczny i partyjny, oficer Gwardii Ludowej, od grudnia 1944 do lutego 1945 I sekretarz Komitetu Wojewódzkiego Polskiej Partii Robotniczej w Sandomierzu (następnie z siedzibą w Kielcach).

## Życiorys
Syn Andrzeja i Anny. Od 1929 do 1938 działał w Komunistycznej Partii Polski w rejonie Radomia. W latach 1932–1936 przebywał w więzieniu w tym mieście ze względów politycznych. W czasie II wojny światowej walczył w Gwardii Ludowej pod pseudonimem „Ryś”, zajmował stanowisko dowódcy okręgu. Od 1942 członek Polskiej Partii Robotniczej, od 1948 Polskiej Zjednoczonej Partii Robotniczej. Na początku 1944 wybrany radnym konspiracyjnej Powiatowej Rady Narodowej w Stopnicy (dla powiatu buskiego). Do września 1944 I sekretarz Komitetu Powiatowego w Rytwianach (zlokalizowanego w przyczółku baranowsko-sandomierskim). 14 września 1944 został sekretarzem i członkiem egzekutywy Tymczasowego Komitetu Wojewódzkiego w Sandomierzu. W grudniu 1944 zastąpił Bronisława Bełczewskiego na stanowisku I sekretarza Tymczasowego Komitetu Wojewódzkiego w Sandomierzu (po zdobyciu przez Armię Czerwoną Kielc ok. 14 stycznia 1945 to tam przeniesiono jej siedzibę). Stanowisko zajmował do 26 lutego 1945, gdy zastąpił go Józef Kalinowski. Od 1945 do 1947 Sekretarz w Wojewódzkim Zarządzie Związku Samopomocy Chłopskiej, potem do 1948 kierownik Wydziału Rolnego w ramach kieleckiego KW. W latach 1948–1952 wójt i przewodniczący Gminnej Rady Narodowej w Szydłowie.